# Bachman-Turner Overdrive
Bachman-Turner Overdrive es un grupo canadiense de hard rock, fundado en 1972.
Formado por Randy Bachman, cantante y guitarrista que venía de la banda The Guess Who. Tras dejar esta banda, Randy grabó un disco en solitario (Axe, 1970) y posteriormente intentó formar otra banda junto con el líder de The Nice, el teclista Keith Emerson, el cual pasaría más tarde a formar parte del trío Emerson, Lake & Palmer, aunque el proyecto quedó aparcado por culpa de una enfermedad de Bachman. Junto con su hermano Robbie a la batería, Chad Allan a la guitarra, teclados y voz; y C.F. "Fred" Turner, bajo y voz, forman Brave Belt, con los que grabaron 2 LP para la compañía Reprise.
Chad Allan abandonó el grupo debido al poco éxito de los discos, y fue sustituido por otro hermano de Randy, Tim, pasando a llamarse Bachman-Turner Overdrive, juntando los apellidos de los miembros con el de una revista de camiones, a los que eran muy aficionados.
Ya con el nuevo grupo, firmaron contrato con Mercury Records y grabaron en 1973 el disco homónimo Bachman-Turner Overdrive, con un sonido mucho más potente que el de la formación anterior. El sencillo "Blue Collar" consiguió el puesto N.º 21 del Billboard. En este mismo año grabaron su segundo LP Bachman-Turner Overdrive II con el que tuvieron mucho más éxito, con varios sencillos destacados y llegando con el LP al puesto 4º.
El guitarra Tim Bachman abandonó la banda y fue sustituido por Blair Thornton, quien debutaría en el LP de 1974 Not Fragile. Este disco llegaría al N.º 1 de las listas de USA, así como el sencillo You ain't seen nothin' yet. Ante el éxito de esta grabación, su compañía reeditaría su segundo disco como Brave Belt (As Brave Belt, 1975).
En este mismo año editaron el cuarto disco oficial Four Wheel Drive, también de éxito, pero menos que el anterior. Posteriormente grabarían Head On (1975) y Freeways (1977), tras lo que Randy abandonó el grupo para formar Ironhorse con Tom Sparks y Cris Leighton.
A pesar del abandono de uno de sus fundadores, la banda continuó, adoptando el nombre abreviado de B.T.O., incorporando a Jim Clench en sustitución de Randy. Con él graban los discos Street Action, (1978) y Rock'n'roll nights (1979). En 1980 la banda se disolvió, aunque se volvieron a reunir para grabar el LP de 1984 Bachman-Turner Overdrive.

## Discografía

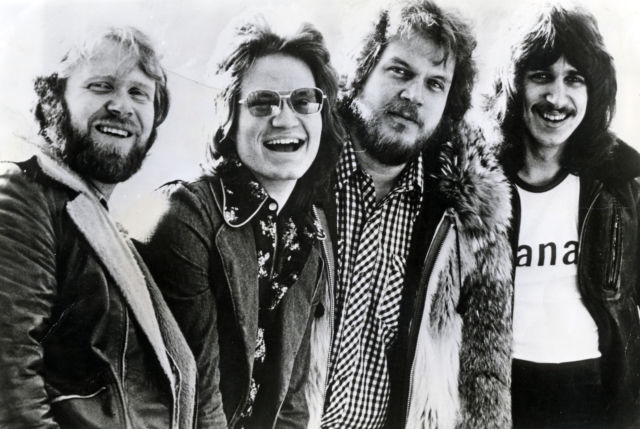
Arreglo de parte de una foto para un anuncio del programa de radio King Biscuit Flower Hour,
publicada después en la revista Billboard (sept. de 1973):
Randy y Robbie Bachman (bat.), F. Turner (bajo) y Blair Thornton (guit.)

- Bachman-Turner Overdrive. Mercury (agosto de 1973) - POP #70
- Bachman-Turner Overdrive II. Mercury (enero de 1974) - POP #4
- Not Fragile. Mercury (agosto de 1974) - POP #1; UK #12
- Bachman-Turner Overdrive As Brave Belt (reedición segundo álbum de Brave BELT de 1972). Reprise (marzo de 1975) - POP #180
- Four Wheel Drive. Mercury (mayo de 1975) - POP #5
- Head On. Mercury (enero de 1976) - POP #23
- Best of B.T.O. (So Far) (recopilación). Mercury (agosto de 1976) - POP #19
- Freeways. Mercury (marzo de 1977) - POP #70
- Street Action, c/B.T.O. Mercury (marzo de 1978) - POP #130
- Rock 'n' Roll Nights (en vivo), c/B.T.O. Mercury (abril de 1979) - POP #165
- Greatest Hits (recopilación). Mercury (agosto de 1981)
- Bachman-Turner Overdrive. Compleat (septiembre de 1984) - POP #191

- Datos: Q798232
- Multimedia: Bachman–Turner Overdrive / Q798232